# Килишоаја (Јаши)
Килишоаја (рум. Chilișoaia) насеље је у Румунији у округу Јаши у општини Думешти. Oпштина се налази на надморској висини од 92 m.

## Становништво
Према подацима из 2002. године у насељу је живело 186 становника, од којих су сви румунске националности.